# Dumre
Dumre (nep. डुम्रे) – gaun wikas samiti we wschodniej części Nepalu w strefie Sagarmatha w dystrykcie Udayapur. Według nepalskiego spisu powszechnego z 2001 roku liczył on 487 gospodarstw domowych i 2739 mieszkańców (1400 kobiet i 1339 mężczyzn).